# Meßberghof

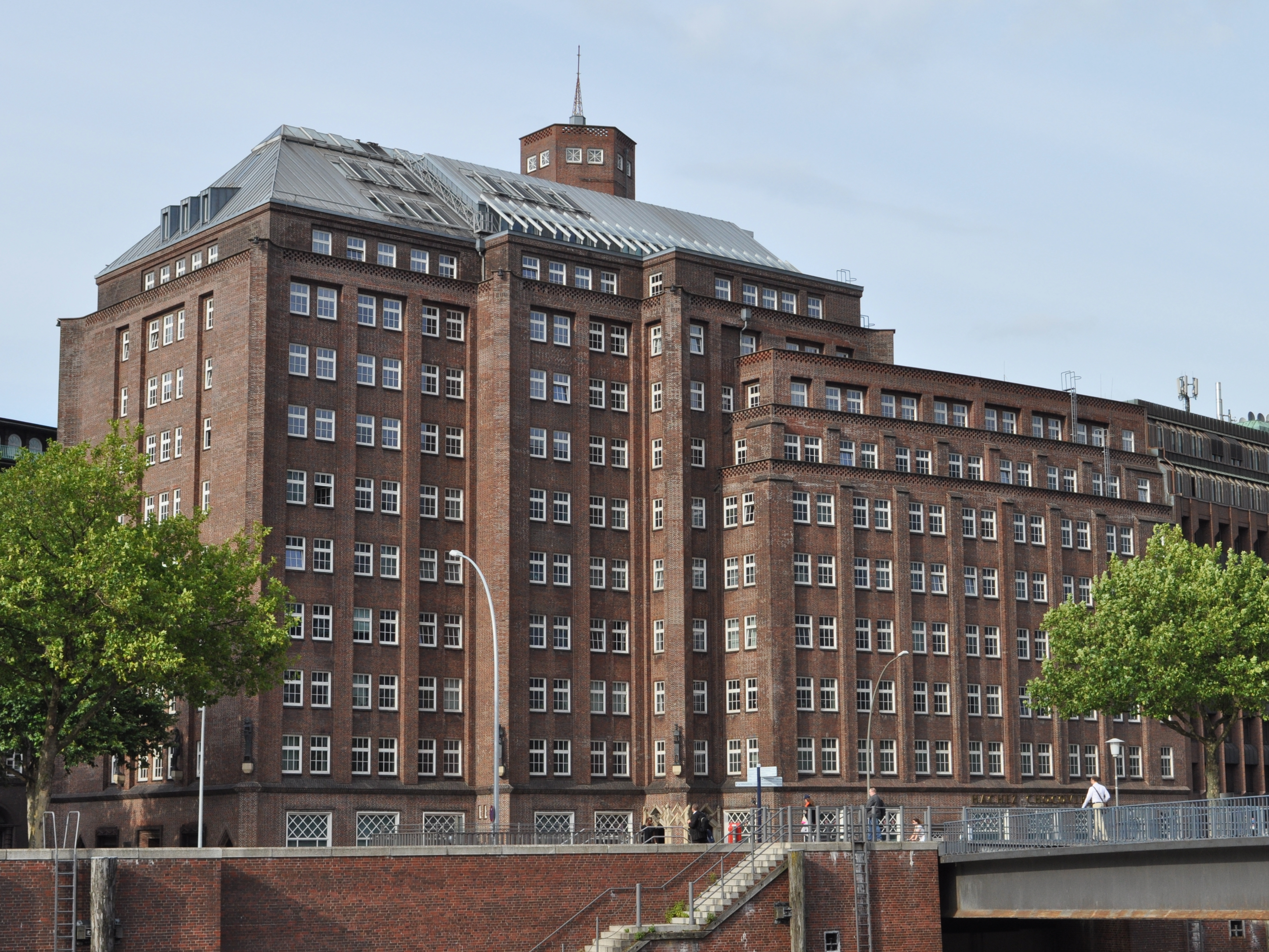
Meßberghof, Ansicht von Südwesten

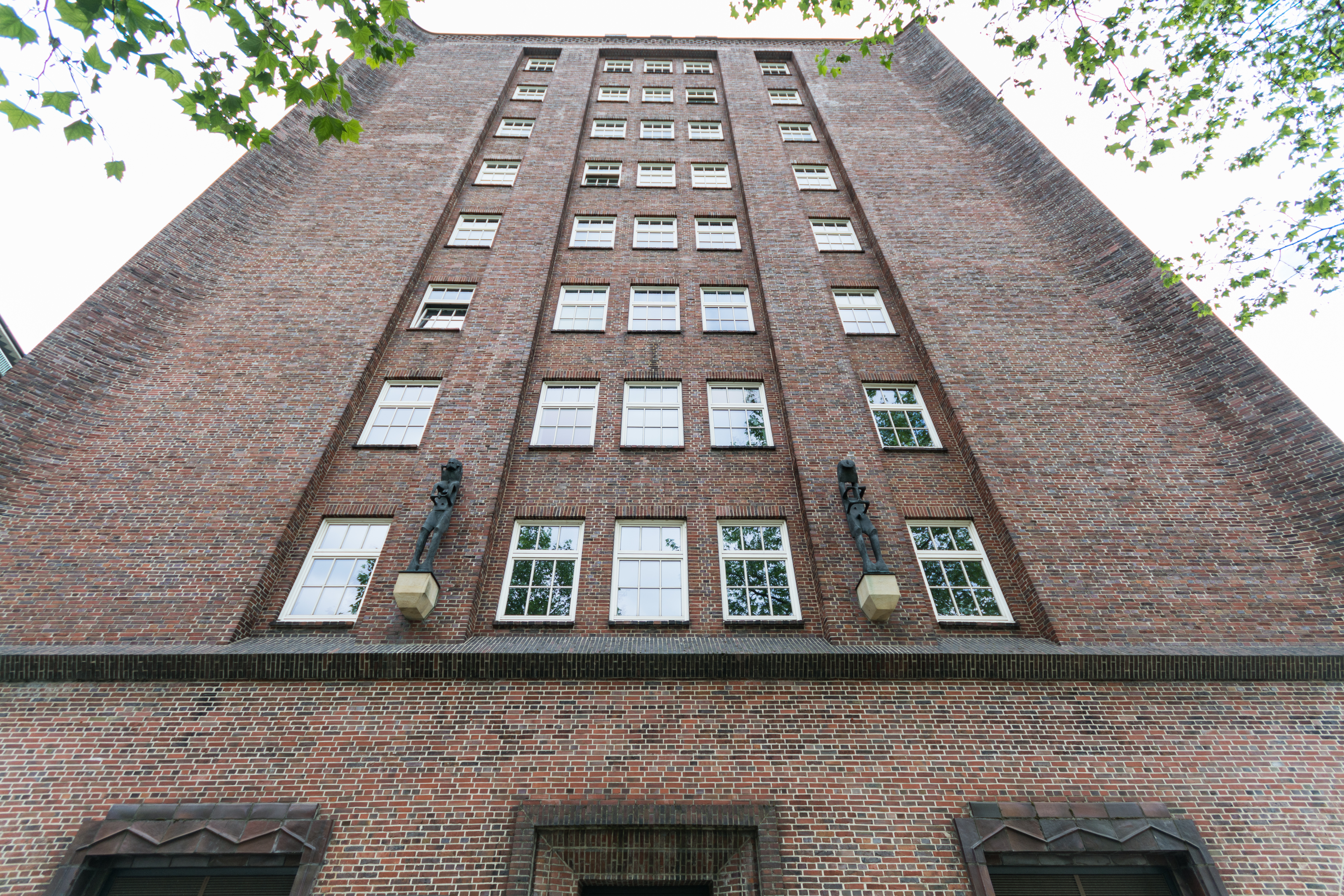
Westfassade mit Enigma-Figuren von Lothar Fischer

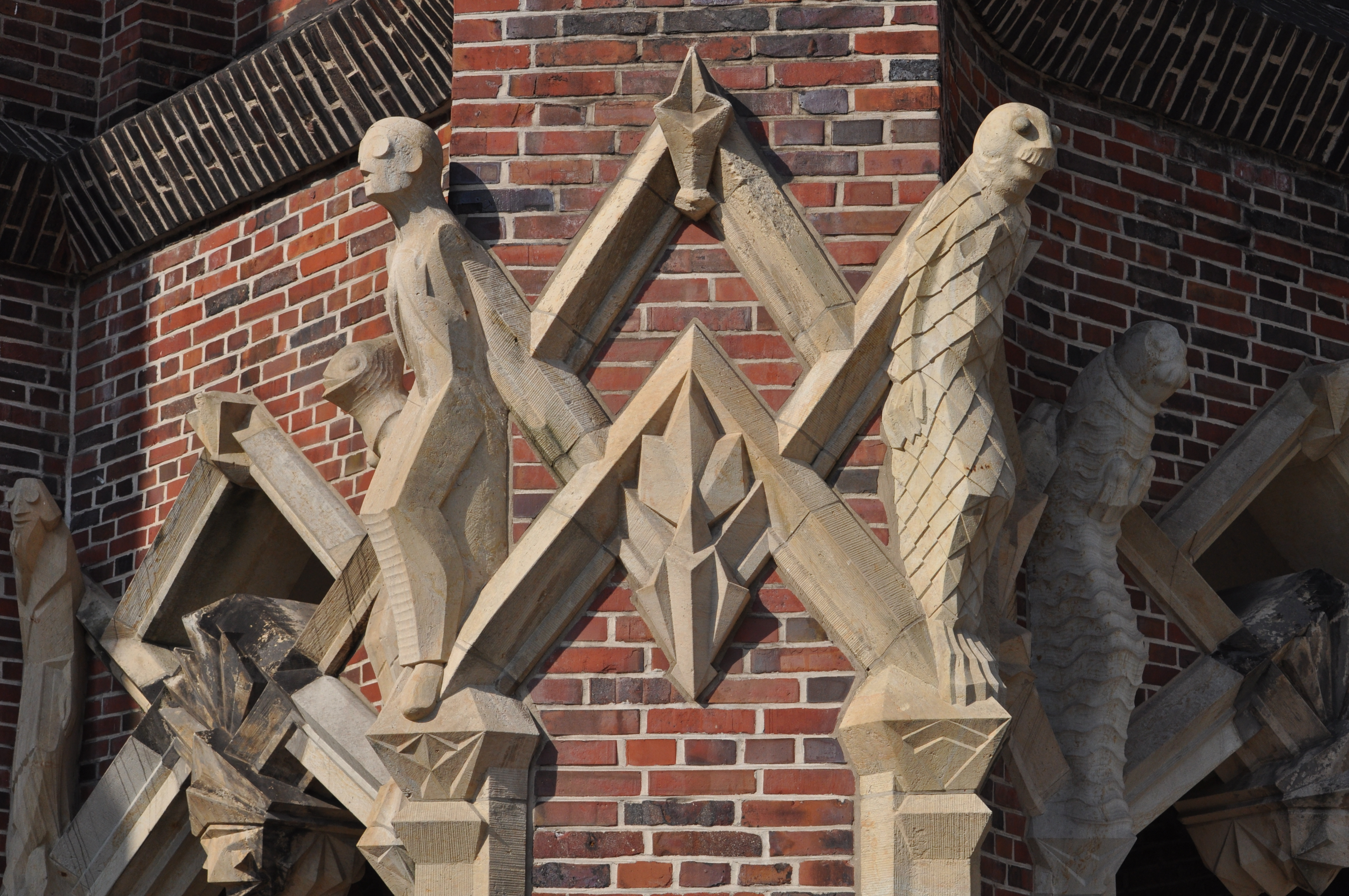
Fassadenschmuck von Ludwig Kunstmann am Nordeingang

Der Meßberghof – bis 1938 Ballinhaus – ist ein 1922 bis 1924 errichtetes Kontorhaus in Hamburg. Das denkmalgeschützte Gebäude befindet sich am Meßberg zwischen den Straßen Pumpen und Willy-Brandt-Straße und gehört seit 2015 zum UNESCO-Weltkulturerbe Speicherstadt und Kontorhausviertel.

## Geschichte
Das Gebäude wurde nach Entwürfen der Architekten Hans und Oskar Gerson für die Aktiengesellschaft für In- und Auslandsunternehmungen errichtet und von den Bauherren nach dem 1918 verstorbenen Hamburger Reeder Albert Ballin benannt. Unter Leitung von Ballin war die HAPAG bis 1914 zur weltgrößten Reederei aufgestiegen. Im nationalsozialistischen Hamburg galt Ballin als Namensträger des Kontorhauses wegen seiner jüdischen Abstammung als nicht mehr tragbar, daher wurde das Kontorhaus 1938 auf Weisung des Gauleiters Karl Kaufmann nach dem anliegenden Platz in Meßberghof umbenannt.
Nach Heimfall des durch Erbbaurecht errichteten Hauses an die Liegenschaft Mitte der 1970er Jahre wurde zeitweilig über einen Abriss nachgedacht. 1983 wurde das Haus unter Denkmalschutz gestellt und 1995 bis 1997 grundlegend saniert und weitgehend originalgetreu restauriert.
Der damalige Eigentümer, ein Unternehmen der Deutschen Bank, erklärte zwar auf Drängen 1997 seine Absicht, dem Gebäude seinen alten Namen wiederzugeben, dies ist jedoch bis heute nicht geschehen. Stattdessen trägt das HAPAG-Hauptgebäude am Ballindamm seit 1997 den Namen Ballinhaus.

## Architektur und Bauplastik
Das zehngeschossige Gebäude besitzt einen ausgeprägten Kopfbau nach Westen sowie zwei Flügel, die parallel zu Pumpen und Willy-Brandt-Straße verlaufen. Die acht Obergeschosse über dem Erdgeschoss besitzen den gleichen Grundriss der tragenden Wände und Pfeiler, nur das neunte Obergeschoss ist als Staffelgeschoss etwas zurückgezogen. Das Haus ist als Eisenbetonbau mit einer Backsteinfassade ausgeführt. Das recht flache Walmdach ist mit Titanblech gedeckt.
An der Fassade befinden sich mit den Enigma-Variationen acht Figuren, die von Lothar Fischer von 1996 bis 1997 erstellt wurden. Ursprünglich waren auf den Konsolen expressionistische Sandstein-Skulpturen von Ludwig Kunstmann angebracht, von dem auch der erhaltene Fassadenschmuck über dem Nordeingang stammt. Aufgrund ihres schlechten Erhaltungszustandes mussten die Figuren 1968 abgenommen werden und sind jetzt im Untergeschoss des Treppenhauses öffentlich zugänglich ausgestellt.

## Gedenktafeln

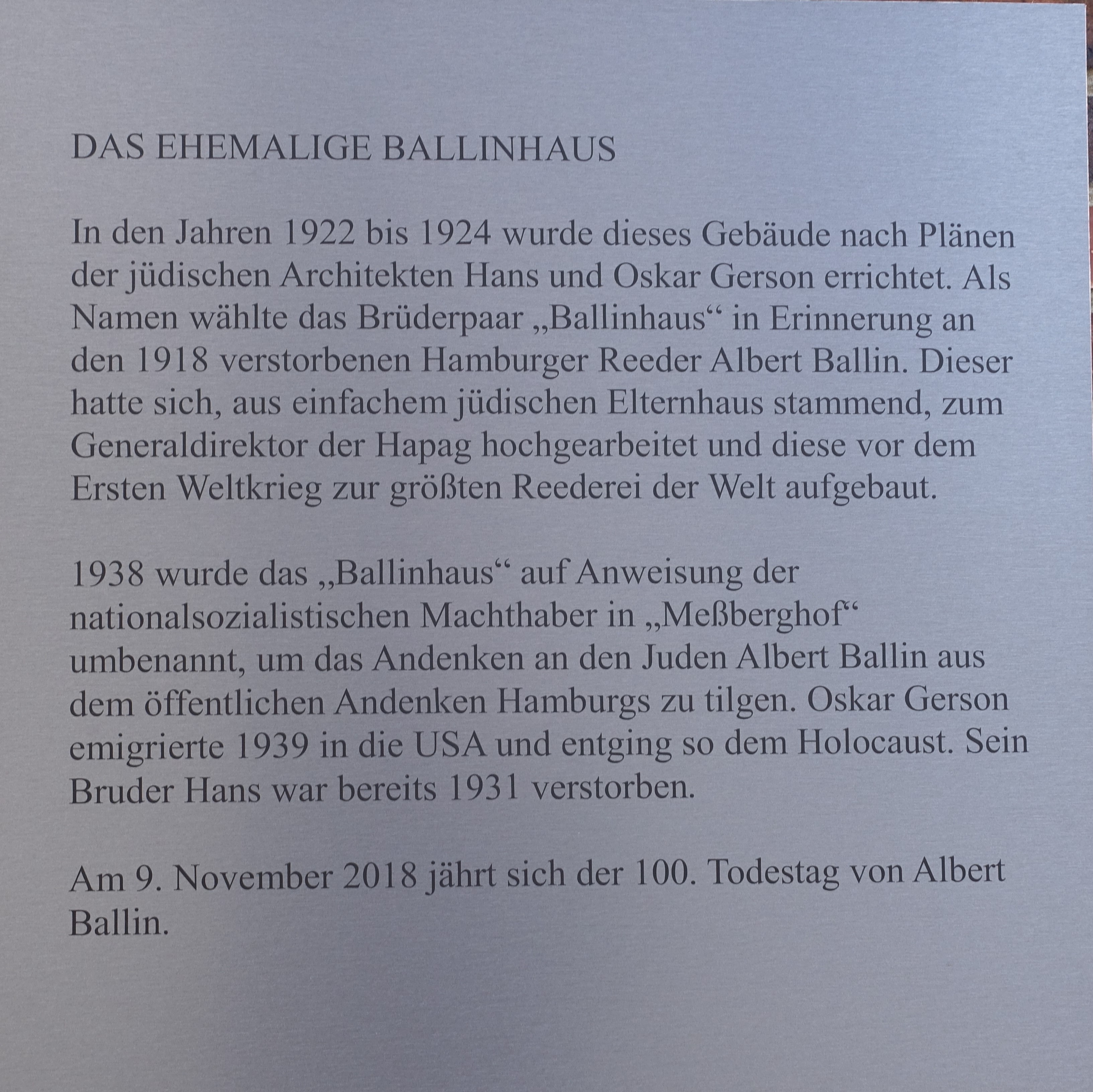
Informationstafel zur Geschichte des Hauses Meßberghof

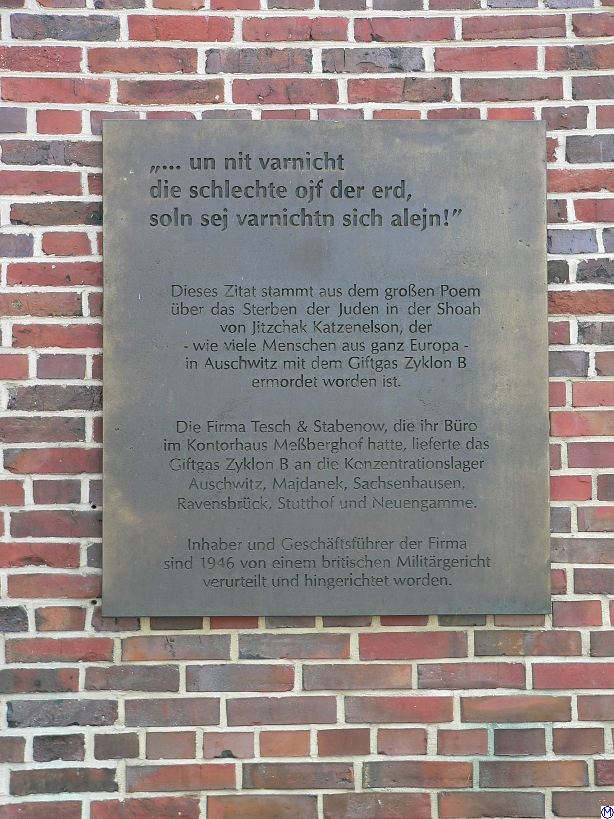
Gedenktafel Tesch & Stabenow

Zu den zahlreichen Mietern im Meßberghof gehörte seit 1928 auch die Firma Tesch & Stabenow, die das hochgiftige Zyklon B an Konzentrationslager lieferte und deren Inhaber Bruno Tesch 1946 hingerichtet wurde. 1992 plante die Kulturbehörde Hamburg, am Gebäude eine Informationstafel zur Geschichte des Hauses anzubringen, in der die Lieferfirma des Zyklon B deutlich hervorgehoben werden sollte. Diesen Vorschlag lehnte der Eigentümer jedoch ab, da „die Informationstafel eine zügige Vermietung voraussichtlich behindern würde …“ Zeitweilig wurde überlegt, eine Informationstafel auf öffentlichem Grund aufzustellen. Der Eigentümer bot daraufhin an, eine Chronik-Tafel im Treppenhaus anzubringen. 1997 wurde nach langem Streit um den Text und mögliche Standorte eine von außen sichtbare Erinnerungstafel an der Westseite (gegenüber dem Eingang zur U-Bahn) angebracht.